# Цървивци
Цървивци (на македонска литературна норма: Црвивци; на албански: Cërvevci) е село в Северна Македония, община Кичево.

## География
Селото е разположено в областта Горно Кичево.

## История
Според „Кичево в миналото си и сега“ Цървивци е българско село, потурчено след XVI век.
В XIX век Цървивци е село в Кичевска каза на Османската империя. Според статистиката на Васил Кънчов („Македония. Етнография и статистика“) към 1900 година в Цървивци живеят 425 българи мохамедани.
На Етнографската карта на Битолския вилает на Картографския институт в София от 1901 година Цървивци е чисто помашко (българско мохамеданско) село в Кичевската каза на Битолския санджак със 70 къщи.
След Междусъюзническата война в 1913 година селото попада в Сърбия.
На етническата си карта на Северозападна Македония в 1929 година Афанасий Селишчев отбелязва Цървивци като българско село.
Според преброяването от 2002 година селото има 1725 жители.
| Националност | Всичко |
| македонци    | 3      |
| албанци      | 1702   |
| турци        | 0      |
| роми         | 0      |
| власи        | 0      |
| сърби        | 0      |
| бошняци      | 1      |
| други        | 19     |

От 1996 до 2013 година селото е част от Община Осломей.